# 相木鶴吉
相木 鶴吉（あいき つるきち、生没年不詳）は、明治時代の労働運動家。

## 経歴
群馬県高崎市の火夫。1890年（明治23年）、高崎にて自由民権家の長坂八郎らの協力のもと労働問題について取り上げた新聞『上毛之自由』を創刊。125号まで発刊。のち片山潜の著書『労働世界』の挿絵などを担当した。1898年（明治31年）からは日本鉄道の労働組合である日本鉄道矯正会に所属し、労働争議に加わった。 